# Библиографическая информация
Библиографическая информация — структурированная информация, позволяющая идентифицировать, учесть и найти нужную публикацию или документ.

## История и описание
Понятие библиографи́ческой информа́ции было разработано О. П. Коршуновым в рамках его документографической концепции библиографии.
Библиографическая информация определяется как «…по определённым правилам организованная информация о документах, содействующая реализации соответствий между документами и их потребителями».
О. П. Коршунов выделяет три функции библиографической информации в системе «документ — потребитель»: поисковую, коммуникативную, оценочную.
Формами существования библиографической информации выступают: библиографическое сообщение, библиографическая запись, библиографическое описание, библиографическое пособие. Стандартизация этих форм, в первую очередь библиографического описания, — важная задача библиографии.
Извлечение библиографической информации из текстов предполагает идентификацию таких объектов как библиографические записи, библиографические описания и библиографические ссылки с последующей интерпретацией составляющих их полей, содержащих библиографические сведения. При этом, библиографическое описание является основной частью библиографической записи, и отличается от библиографической ссылки тем, что в нем чётко прописан порядок следования и форматирования полей (элементов), содержащих библиографические сведения. Основная масса текстов на русском языке, в которых можно ожидать появление библиографических ссылок и описаний, подпадает под действие стандартов ГОСТ 7.1-2003, ГОСТ-7.0.5-2008 и ГОСТ 7.0.100-2018. Речь идет, прежде всего, о научной и учебной литературе, публицистике, официальной документации и т.п.